# Beynes (Yvelines)
Beynes település Franciaországban, Yvelines megyében. Lakosainak száma 7635 fő (2022. január 1.). Beynes Montainville, Crespières, Marcq, Mareil-sur-Mauldre, Neauphle-le-Vieux, Saint-Germain-de-la-Grange, Saulx-Marchais, Thiverval-Grignon, Vicq és Villiers-Saint-Frédéric községekkel határos.

## Népesség
A település népességének változása:
| Lakosok száma | 7583 | 7552 | 7682 | 7662 | 7651 | 7618 | 7585 | 7617 | 7635 |
|               | 2013 | 2015 | 2016 | 2017 | 2018 | 2019 | 2020 | 2021 | 2022 |